# در زمان من
در زمان من (به انگلیسی: In My Time) نهمین آلبوم یانی می‌باشد که در سال ۱۹۹۳ توسط شرکت پرایوت میوزیک منتشر شده‌است. این آلبوم نامزد جایزه گرمی شده بود.
همچنین این آلبوم در مجموعه کنسرت‌های تور Yanni Live, The Symphony Concerts اجرا شده‌ است.

## نوازندگان
- چارلی آدامز (درام)
- چارلی بیشارت (ویلون)
- کارن بریگز (ویلون)
- ریک فیرابریچی (گیتار بیس)
- مایکل برونو (پرکاشن)
- جولی هومی (کیبورد)
- برادلی جوزف (کیبورد)
- شهرداد روحانی (رهبر)